# Фадеев, Александр Данилович
Александр Данилович Фадеев (1910—1987) — полковник Советской Армии, участник Великой Отечественной войны, Герой Советского Союза (1945).

## Биография
Александр Фадеев родился 21 декабря 1910 года в селе Громославка (ныне — Октябрьский район Волгоградской области). После окончания семи классов школы и совпартшколы работал сначала трактористом, затем председателем сельского совета, заместителем директора машинно-тракторной станции. В 1932—1935 годах проходил службу в Рабоче-крестьянской Красной Армии. В 1940 году Фадеев окончил курсы политсостава запаса. В 1941 году он повторно был призван в армию. С 1942 года — на фронтах Великой Отечественной войны. В 1944 году Фадеев окончил Высшую офицерскую бронетанковую школу.
К апрелю 1945 года гвардии майор Александр Фадеев командовал 400-м гвардейским самоходным артиллерийским полком 8-го гвардейского механизированного корпуса 1-й гвардейской танковой армии 1-го Белорусского фронта. Отличился во время Берлинской операции. 16 апреля 1945 года полк Фадеева своими действиями поддерживал части корпуса во время прорыва немецкой обороны с плацдарма на западном берегу Одера, нанеся противнику большие потери, и в числе первых вошёл в Берлин.
Указом Президиума Верховного Совета СССР от 31 мая 1945 года гвардии майор Александр Фадеев был удостоен высокого звания Героя Советского Союза с вручением ордена Ленина и медали «Золотая Звезда».
После окончания войны Фадеев продолжил службу в Советской Армии. В 1947 году он окончил курсы усовершенствования офицерского состава. В 1961 году в звании полковника Фадеев был уволен в запас. Проживал в Волгограде.
Умер 19 декабря 1987 года.
Был также награждён двумя орденами Красного Знамени, двумя орденами Отечественной войны 1-й степени, орденом Отечественной войны 2-й степени и тремя орденами Красной Звезды, рядом медалей.